# Neoctantes niger
Neoctantes niger là một loài chim thuộc chi đơn loài Neoctantes trong họ Thamnophilidae. Chúng được tìm thấy ở Brazil, Colombia, Ecuador, và Peru.